# Championnat de Bulgarie de football 1946
Navigation
Saison précédente Saison suivante
La saison 1946 du Championnat de Bulgarie de football était la 22e édition du championnat de première division en Bulgarie. Elle déroule sous forme de coupe à, élimination directe en matchs aller et retour.
C'est le PFK Levski Sofia qui remporte le titre en battant en finale le tenant, le Lokomotiv Sofia (1-0, 1-0). Il s'agit du 4e titre de champion de Bulgarie de l'histoire du Levski, qui réussit le doublé en battant le club de Tsjernomorets Popovo en finale de la Coupe de Bulgarie.

## Compétition

### Premier tour
| Équipe 1         | Résultat | Équipe 2                  | Match | Appui1 | Appui2 |
| ---------------- | -------- | ------------------------- | ----- | ------ | ------ |
| Rodina Haskovo   | 1 - 4    | FK Spartak Varna          |       |        |        |
| TV 45 Varna      | 5 - 0    | YuBS 45 Mihaylovgrad      |       |        |        |
| Levski Samokov   | 3 - 7    | Hadzhi Slavchev Pavlikeni | 1 - 1 | 1 - 1  | 1 - 5  |
| Benkovski Vidin  | 5 - 3    | Botev Plovdiv             |       |        |        |
| LB 45 Burgas     | 2 - 1 ap | Kirkov-Yunak Lovetch      |       |        |        |
| PFK Levski Sofia | 7 - 0    | Ilinden Petrich           |       |        |        |
| Slavia Plovdiv   | 0 - 1    | Slavia 45 Sofia           |       |        |        |
| Lokomotiv Ruse   | 0 - 4    | Lokomotiv Sofia T         |       |        |        |

### Quarts de finale
| Équipe 1        | Résultat | Équipe 2                  |
| --------------- | -------- | ------------------------- |
| LB 45 Burgas    | 0 - 2 ap | PFK Levski Sofia          |
| Benkovski Vidin | 2 - 1    | Hadzhi Slavchev Pavlikeni |
| TV 45 Varna     | 1 - 2    | Lokomotiv Sofia T         |
| Slavia 45 Sofia | 1 - 3    | FK Spartak Varna          |

### Demi-finales
| Équipe 1         | Résultat | Équipe 2          | Aller | Retour |
| ---------------- | -------- | ----------------- | ----- | ------ |
| Benkovski Vidin  | 2 - 4    | Lokomotiv Sofia T | 2 - 2 | 0 - 2  |
| PFK Levski Sofia | 6 - 0    | FK Spartak Varna  | 3 - 0 | 3 - 0  |

### Finale
| Équipe 1         | Résultat | Équipe 2          | Aller | Retour |
| ---------------- | -------- | ----------------- | ----- | ------ |
| PFK Levski Sofia | 2 - 0    | Lokomotiv Sofia T | 1 - 0 | 1 - 0  |

## Bilan de la saison
| Championnat de Bulgarie de football 1946 |                             |
| Champion                                 | PFK Levski Sofia (4e titre) |
| Coupes et trophées                       |                             |
| Vainqueur de la Coupe de Bulgarie 1946   | PFK Levski Sofia            |
| Promotions et relégations                |                             |
| Promus en A PFL                          | Aucun                       |
| Relégués en B PFL                        | Aucun                       |